# سان جورجو سكارامبي
سان جورجو سكارامبي (بالإيطالية: San Giorgio Scarampi)‏ هي بلدة وبلدية في مقاطعة أستي في إقليم بييمونتي في جنوب إيطاليا.

## السكان
في سنة 1861 بلغ عدد السكان 399 نسمة، وتطور العدد ليصل في سنة 2011 لـ 131 نسمة.
يظهر هذا المخطط البياني تطور النمو السكاني لـ سان جورجو سكارامبي